# Oczyszczenie (film)
Oczyszczenie (fiń. Puhdistus) – fińsko-estoński dramat historyczny z 2012 roku w reżyserii Antti Jokinena. Scenariusz filmu oparto na wielokrotnie nagradzanej powieści Sofi Oksanen, przetłumaczonej na 40 języków.
Film miał międzynarodową premierę w sierpniu 2012 podczas Busan International Film Festival in October.

## Fabuła
Wycieńczona Zara (Amanda Pilke) ucieka rosyjskim handlarzom żywym towarem, którzy przemycili ją z Rosji do Tallina, stolicy Estonii, pod pretekstem pracy w hotelu. Tam pobita i zgwałcona świadczy usługi seksualne klientom gangsterów. Po ucieczce trafia do domu starszej kobiety, Aliide (Lisii Tandefelt), gdzie znajduje schronienie. Dwie pozornie różniące się kobiety łączą nie tylko podobne bolesne doświadczenia, ale też więzy krwi.  Przeżycia dziewczyny sprawiają, że staruszka musi na nowo przewartościować swoje życie, pełne cierpienia, poświęceń i nieodwzajemnionej miłości.
W filmie splecione są też dwa wątki historyczne: jeden osadzony w postkomunistycznej Estonii, drugi podczas brutalnych wczesnych lat okupacji sowieckiej pod koniec II wojny światowej, czasów deportacji niewygodnych Estończyków na Syberię. Retrospekcje młodości Aliide (Laura Birn) stanowią większość dramatu. Losy dwóch kobiety z dwóch różnych epok zostaje połączony podobnymi opowieściami o podstępie, desperacji i strachu. Stopniowo ujawniana historia odsłania tragiczny rodzinny dramat pełen rywalizacji, pożądania i poczucia straty.

## Obsada
- Laura Birn jako młoda Aliide Truu
- Lisii Tandefelt jako starsza Aliide Truu
- Amanda Pilke jako Zara
- Peter Franzén jako Hans Pekk
- Krista Kosonen jako Ingel
- Tommi Korpela jako Martin Truu
- Kristjan Sarv jako Pasza
- Jarmo Mäkinen jako Ławrientij

## Nagrody i wyróżnienia
Jussi Award 2013:
- Jussi Award for Best Leading Actress dla Laury Birn
- Jussi Award for Best Supporting Actress  dla Lisii Tandefelt
- Jussi Award for Best Sound Design dla Kirka Sainion
- Jussi Award for Best Cinematography dla Rauno Ronkainen
- Jussi Award for Best Makeup Design dla Riikka Virtanen